# Lineus longissimus
Lineus longissimus è un verme marino del phylum Nemertea. La sua caratteristica principale è di detenere il record di lunghezza nel regno animale: un esemplare spiaggiatosi dopo una violenta tempesta a Saint Andrews, Fife (Scozia), nel 1864 misurava 55 metri in piena estensione e il ritrovamento di esemplari sui 30 m è piuttosto frequente. La larghezza tuttavia non supera i 10 mm.

## Descrizione
Vive in acque poco profonde lungo le coste del Mare del Nord e in Gran Bretagna rappresenta la specie di nemertino più comune, con una lunghezza media sui 5-10 m. In queste acque fredde passa la maggior parte del tempo arrotolato sul sedimento marino.
Il Lineus longissimus, a differenza di altri nemertini che possono avere colori brillanti, è marrone con delle strisce beige che percorrono tutta la lunghezza del corpo. Il corpo è costituito da un'epidermide ciliata e ricca di ghiandole, da connettivo e da due strati di muscoli, uno longitudinale ed uno circolare. All'interno c'è il tubo digerente e al di sopra di questo il quasi altrettanto lungo rincocele, la cavità che ospita la proboscide. Come tutti i Nemertea anche L. longissimus è un predatore attivo che si nutre di invertebrati più piccoli. Quando la preda viene individuata, la proboscide viene estroflessa verso l'esterno e avvolta a spire intorno alla vittima. Appartenendo alla classe Anopla, L. longissimus manca di stiletto velenoso e al posto di questo ci sono estensioni filamentose appiccicose che servono a meglio immobilizzare la preda, che viene ingerita intera quando la proboscide si ritrae.
Quando viene maneggiato, il Lineus longissimus produce una abbondante quantità di un muco denso e dall'odore acido. Uno studio ha dimostrato che il muco e i tessuti di questo nemertino contengono tetrodotossina, lo stesso veleno secreto dallo stiletto degli altri nemertini. È quindi possibile che il veleno venga usato solo come deterrente contro i predatori in questa specie. Il veleno non viene prodotto in prima persona dai nemertini ma da un batterio simbionte, Vibrio alginolyticus.